# Бердянск
Бердя́нск (укр. Бердя́нськ) — город на юге Запорожской области Украины, административный центр Бердянского района и Бердянской городской общины. С 28 февраля 2022 года находится под российской оккупацией.
Морской, климатический и грязевой курорт государственного значения.

## Название
После основания в XVI веке поселение носило название Новоногайск (от живших здесь в то время ногайцев). Также до 1841 года имело название Берды. Потом получило современное наименование Бердянск, которое дано по расположению в устье реки Берда (от ногайского берды — «данный богом», «богатый»). В 1939—1958 годах город назывался Осипенко в честь советской лётчицы П. Д. Осипенко.

## Физико-географическая характеристика
Географическое положение
Город Бердянск расположен в Северном Приазовье: на восточном берегу Бердянского залива и западном берегу Белосарайского залива. Находится в 200 км от областного центра Запорожье.
Через город проходят автомобильные дороги Т-0815, Р-37 и железная дорога со станциями Бердянск и Берда.
Климат
Климат Бердянска умеренный с продолжительным жарким и солнечным летом и короткой мягкой зимой. Значительное влияние на него оказывает Азовское море. Средняя температура в августе составляет +25,1 °C, нередки дни с жарой около +40 °C. Средняя температура в январе равняется −2,1 °C. Изредка температура воздуха в зимний период может опускаться до −15 °С. Среднегодовая температура воздуха равна +11,5 °C.
По количеству атмосферных осадков Бердянск входит в зону с недостаточным увлажнением. Средняя годовая сумма осадков в регионе составляет 470 мм. Преобладающими ветрами являются восточные и юго-восточные, повторяемость которых составляет 40-50 %. Появление льда происходит позже, чем на других побережьях Азовского моря, и приходится на середину января. Ледовый покров держится до начала марта, но в некоторые годы море не замерзает вовсе. Количество солнечных дней в году составляет в среднем 179 дней.
| Показатель                                            | Янв.  | Фев. | Март  | Апр. | Май  | Июнь | Июль | Авг. | Сен. | Окт. | Нояб. | Дек.  | Год   |
| ----------------------------------------------------- | ----- | ---- | ----- | ---- | ---- | ---- | ---- | ---- | ---- | ---- | ----- | ----- | ----- |
| Абсолютный максимум, °C                               | 8,9   | 10,6 | 15,3  | 27,0 | 32,6 | 35,3 | 36,8 | 37,9 | 30,1 | 24,5 | 17,7  | 13,0  | 37,9  |
| Средний суточный максимум, °C                         | 0,2   | 0,7  | 6,4   | 13,9 | 21,9 | 27,2 | 29,7 | 29,7 | 22,6 | 15,4 | 8,6   | 3,2   | 15,0  |
| Средняя температура, °C                               | −2,1  | −1,8 | 3,2   | 12,4 | 18,2 | 23,1 | 25,2 | 25,1 | 18,6 | 11,9 | 5,8   | 0,9   | 11,5  |
| Средний суточный минимум, °C                          | −4,3  | −4   | 0,7   | 7,1  | 14,4 | 18,8 | 20,7 | 20,5 | 14,5 | 8,8  | 3,5   | −0,9  | 8,3   |
| Абсолютный минимум, °C                                | −26,5 | −21  | −11,1 | −2   | 2,8  | 9,9  | 12,2 | 10,9 | 4,9  | −2,9 | −9,8  | −14,3 | −26,5 |
| Норма осадков, мм                                     | 57    | 36   | 38    | 34   | 39   | 46   | 27   | 27   | 52   | 35   | 27    | 52    | 470   |
| Источник: Компиляция данных с сайта "Погода и Климат" |       |      |       |      |      |      |      |      |      |      |       |       |       |

## История
Первые поселения на месте будущего Бердянска были основаны в XVI веке запорожскими казаками как форпост Запорожской Сечи. В 70-х годах XVIII века возле устья реки Берды, на её левом берегу, была построена Петровская крепость, являвшаяся частью Днепровской оборонительной линии, предназначенной для защиты южных рубежей Российской империи от набегов крымских татар. Правобережье Берды стало русским в 1783 году, после присоединения Крымского ханства к России. В начале XIX века экономические интересы Российской империи потребовали строительства порта на побережье Азовского моря для экспорта пшеницы из Приазовья и Левобережья Днепра. В 1817 году генерал-губернатор Новороссийского края герцог Ришельё начал строительство Азовского порта. Первоначально место для города было выбрано на реке Обиточной, но спустя некоторое время стало ясно, что для порта это место было выбрано крайне неудачно.
В 1824 году новый генерал-губернатор, граф Михаил Воронцов, поручил адмиралу Грейгу снарядить экспедицию во главе с капитаном второго ранга Николаем Критским и геодезистом Манганари, которые должны были отыскать удобное место для сооружения пристани на Северном Приазовье. Осенью 1824 года Критский обследовал побережье и в рапорте на имя генерал-губернатора рекомендовал Бердянскую косу в качестве места для строительства нового порта.
В 1827 году были отмежёваны государственные земли для строительства порта и населённого пункта и сооружена первая пристань; новое поселение получило название Новоногайск. В 1828 году селение уже считалось значительным, в 1830 году здесь было завершено строительство порта, в 1835 году Бердянск получил звание города, а в 1842 стал центром Бердянского уезда Таврической губернии Российской империи. В 1845 году был утверждён городской герб.

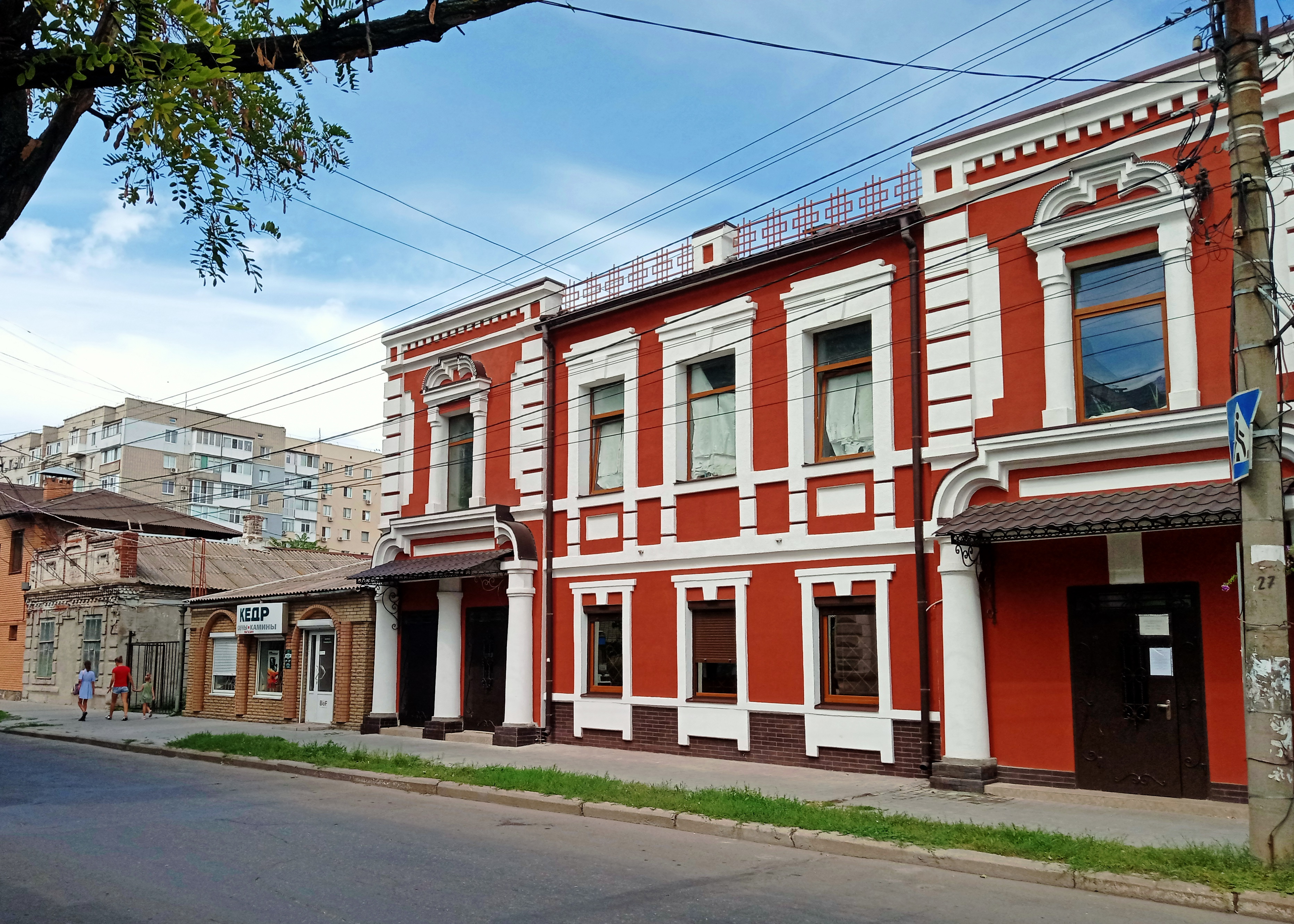
Городская купеческая усадьба

В XIX веке Бердянск развивался как промышленный и торгово-купеческий центр. В 1899 году была открыта железнодорожная линия Екатерининской железной дороги «Бердянск — Чаплино», что способствовало развитию города.
C конца XIX века Бердянск развивается как приморский грязевой и климатический курорт с песчаными пляжами на Бердянской косе. После открытия лечебных свойств грязей Бердянского лимана, в 1902 году здесь была открыта первая грязелечебница.
К 1908 году грязелечебница на Красном лимане приняла более 1000 пациентов, а в 1914 году за летний сезон Бердянск посетило около 3 тысяч отдыхающих. Имелись 76 мраморных ванн, с возможностью принимать углекислые, серно-хвойные и серно-щелочные ванны, а также купальни на лиманах. Солнечно-грязевые процедуры могли одновременно принимать 150 человек.
В 1910-е годы в Бердянске началось издание нескольких местных газет — «Бердянские новости» (выходила с 28 февраля 1910 до 1917 года), «Бердянский курьер» (выходила с 4 декабря 1911 до 17 января 1912 года), «Бердянское эхо» (выходила с 17 ноября 1913 до 13 августа 1914 года) и «Бердянская речь» (выходила с 15 февраля 1914 до 29 мая 1915 года), но после начала первой мировой войны в связи с повышением цен на газетную бумагу число печатных изданий сократилось.

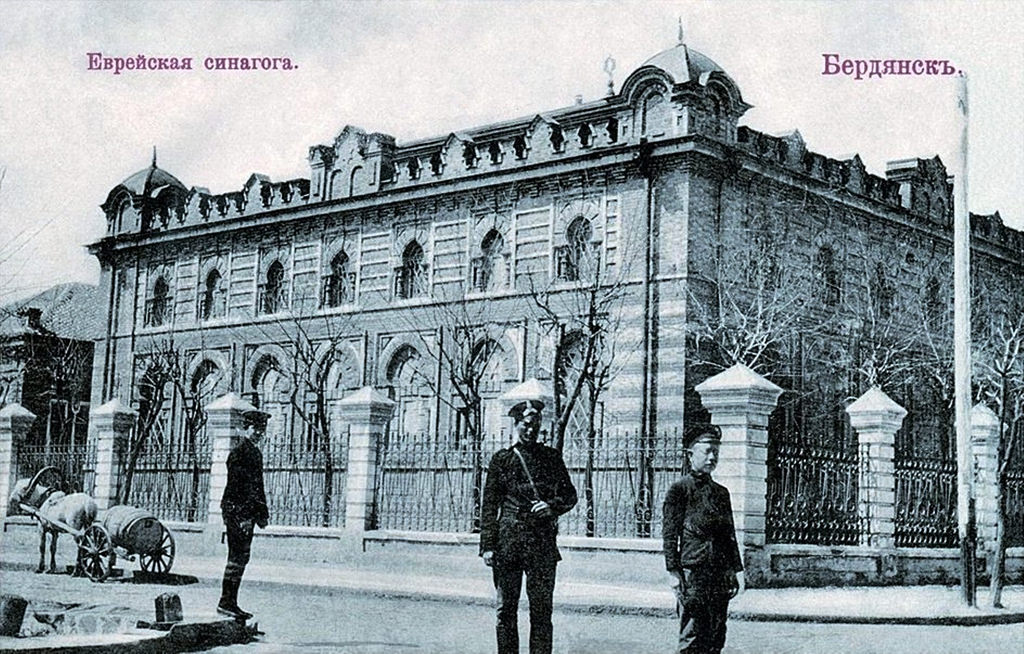
Еврейская синагога, 1917

3 марта 1917 года в Бердянске был создан Совет рабочих, крестьянских и солдатских депутатов, расположившийся в доме Езрубильского. Весной 1918 года в городе произошёл переворот, в результате которого к власти пришли меньшевики и были расстреляны 19 депутатов Первого Бердянского Совета. После этого в город вошли германско-австрийские войска. За последующие три года власть в городе переходила из рук в руки последовательно: гетьманата, большевиков, деникинского правительства и снова большевиков.
После окончания гражданской войны началось восстановление города, возобновили работу морской торговый порт, Азово-Черноморский, Первомайский, механический (ОАО «Завод „Южгидромаш“») заводы, рыбозавод, обувная фабрика. В 1920—1922 годах Бердянск являлся уездным центром Александровской губернии, в 1922 году передан в состав Екатеринославской губернии, в 1925—1930 годы являлся районным центром Мариупольского округа.
В 1929—1930 годы на основе рыбкооператива «Свободный рыбак» возникли три рыбацких колхоза (им. Ленина, им. Горького и рыбколхоз «Красный рыбак»). В 1930 году был основан художественный музей, в 1932 году на базе техникума был создан педагогический институт. В ходе индустриализации 1930-х годов был построен крекинг-завод, в 1937 году закончилось строительство городской электростанции. С 1932 до начала 1939 года Бердянск входил в состав Днепропетровской области, 10 января 1939 года была создана Запорожская область, в состав которой вошёл город. С 17 июля 1939 года до 26 июня 1958 года город назывался Осипенко (в честь геройски погибшей советской лётчицы Полины Осипенко). К 1940 году в городе Бердянске работали 20 санаториев и домов отдыха, 12 клубов, 7 кинотеатров и 4 парка.
Во время Великой Отечественной войны 7 октября 1941 года город был оккупирован немецкими войсками, 17 сентября 1943 года освобождён Красной Армией в ходе совместной операции частей 28-й армии и Азовской военной флотилии (корабли которой высадили десанты западнее порта, в порту и возле маяка на Бердянской косе).
1970-е и 1980-е годы стали периодом активного градостроения. Были сооружены здания 14-этажной гостиницы «Бердянск», универмага, дома пионеров, городского дома культуры, средних школ и детских садов, музеев, санаториев, больничного комплекса и многое другое. По состоянию на начало 1978 года здесь действовали кабельный завод, Первомайский завод сельскохозяйственных машин, завод дорожных машин, завод «Южгидромаш», опытный завод подъёмно-транспортного оборудования, завод «Стекловолокно», опытный нефтемаслозавод, обувная фабрика, трикотажная фабрика, несколько предприятий по производству строительных материалов, рыбной промышленности и виноделия, 18 общеобразовательных школ, музыкальная школа, художественная школа, 8 учреждений профессионально-технического обучения, 2 техникума, медицинское училище, педагогический институт, 4 лечебных учреждения, 4 дома культуры, 5 клубов, 5 кинотеатров и 3 музея, а также объекты санаторно-курортной инфраструктуры (дома отдыха, санатории для взрослых и детей, водогрязелечебница).
11 января 2005 года Бердянску был присвоен статус курорта государственного значения.

### Российская оккупация
С 28 февраля 2022 года в ходе вторжения России в Украину город был оккупирован российскими войсками. Жители Бердянска долгое время выходили на митинги и протестовали против оккупантов. Военные РФ разгоняли демонстрации, участников задерживали и избивали. В первые месяцы оккупации в Бердянске не хватало продуктов, лекарств и наличных денег. Через некоторое время активизировалось партизанское движение, происходили покушения на коллаборантов.
21 марта 2022 года Александр Сауленко провозгласил себя исполняющим обязанности мэра Бердянска, в связи с чем прокуратура Украины возбудила уголовное дело о коллаборационизме.
24 марта 2022 года в порту Бердянска был взорван российский большой десантный корабль «Саратов».
6 сентября 2022 года военный комендант Бердянска Артём Бардин был взорван в своём автомобиле, в результате чего лишился ног, был госпитализирован и позже скончался.
16 сентября 2022 года заместитель оккупационного мэра Бердянска Олег Бойко был взорван в своём кабинете вместе со своей женой, в результате чего оба супруга погибли.
В конце июня 2023 года войска РФ застрелили в Бердянске двоих подростков — Тиграна Оганнисяна и Никиту Ханганова. Подростков долгое время преследовали оккупационные власти. В мае, по сообщениям украинской правозащитной организации, подростков пытали российские силовики, которые заставили подростков признаться в планировании саботажа на железной дороге. 19 июля 2025 года президент Украины Владимир Зеленский подписал указ о посмертном награждении орденом Свободы Тиграна Оганнисяна и Никиты Ханганова.

## Население
Численность населения в 1991 году составляла 138 700 человек, по переписи 2001 года — 121 759 человек, на 1 января 2013 года — 116 034 человек, на 1 января 2019 года — 110 455 человек.
По данным переписи 2001 года, украинцы составляли 56,82 % населения Бердянска, русские — 37,38 %, болгары — 3,27 %.
После оккупации Бердянска российские власти принимают меры для изменения этнического состава его населения. В город переезжают россияне: они заселяются в дома украинцев, вынужденных бежать из Бердянска из-за российской оккупации.

### Языковой состав
Родной язык населения по данным переписи 2001 года:
| Язык       | Численность, чел. | Доля     |
| ---------- | ----------------- | -------- |
| Украинский | 29 172            | 23,96 %  |
| Русский    | 91 650            | 75,27 %  |
| Другое     | 937               | 0,77 %   |
| Итого      | 121 759           | 100,00 % |

После оккупации Бердянска Россия предпринимает меры для русификации его жителей и искоренения украинского языка: в школах преподают только на русском, в городе сжигали учебники и книги на украинском языке. Родители, отказывающиеся отдавать своих детей в русские школы, могут быть заключены в тюрьму и подвергнуты «перевоспитанию». Предпринимателей заставляют менять украиноязычные рекламные вывески на русскоязычные, за отказ оккупационные власти угрожают привлекать к уголовной ответственности. На местных рынках некоторые продавцы продолжают использовать свой родной украинский язык, утверждая, что никакого другого языка они не знают.

## Экономика
Крупнейшими налогоплательщиками в бюджет города по состоянию на 2016 год являлись такие предприятия как Бердянский морской порт, Азовская кабельная компания, Бердянский райагропромснаб, Бердянские колбасы, Бердянский мясокомбинат, Бердянский хлебокомбинат, РУ НВП Агринол, Бердянский кабельный завод, Бердянский завод резинотехнических изделий и Стеклопластик.
Ранее в Бердянске функционировали такие предприятия как завод дорожных машин, завод стекловолокна и опытный нефтемаслозавод.
Транспорт

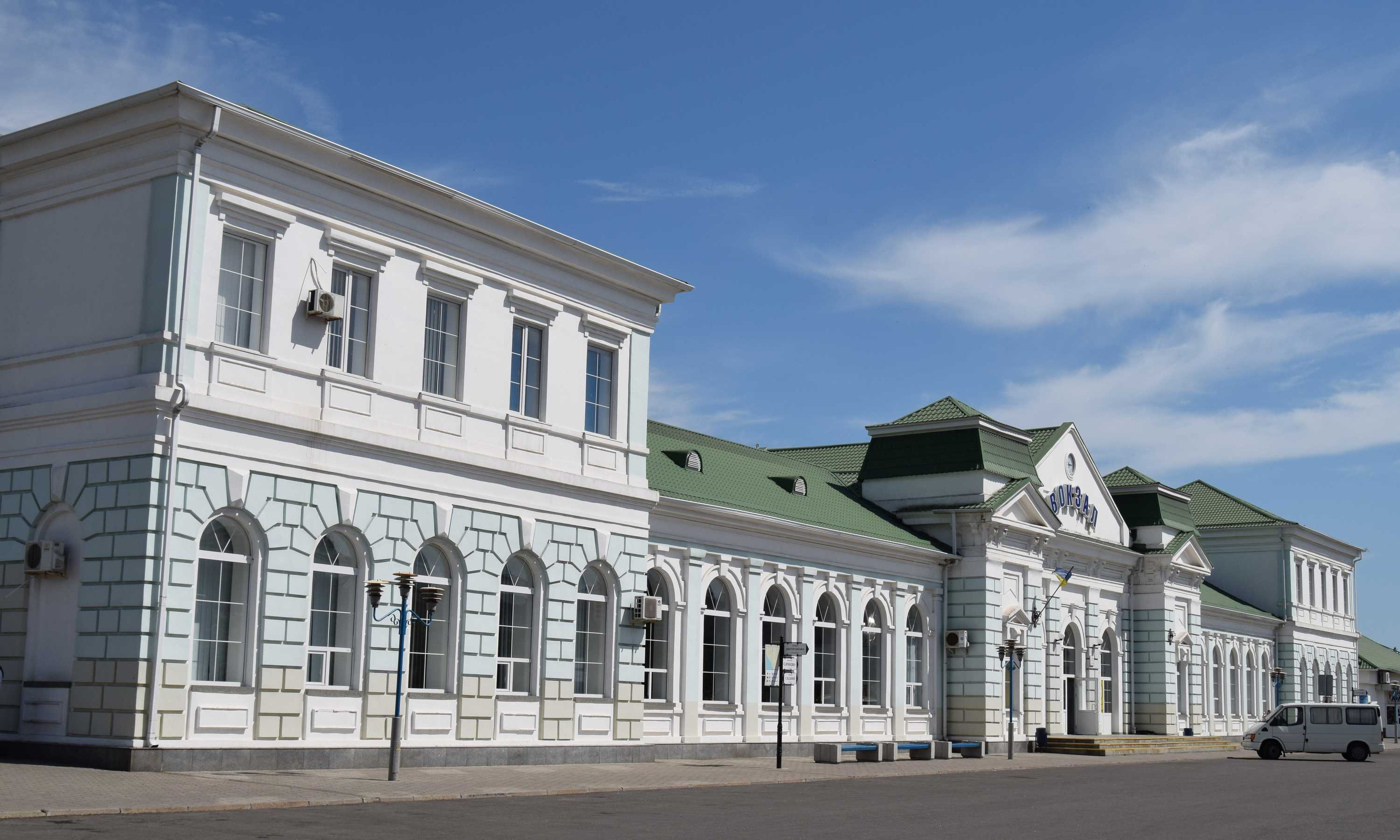
Железнодорожный вокзал станции

Город находится в 10 км от автомагистрали государственного значения Рени — Одесса — Ростов-на-Дону (нумерация: Украина — М-14, ЕС — E-58). Также из города начинается автомагистраль областного значения Бердянск — Токмак — Васильевка — Энергодар — Каменка-Днепровская (Р-48). Ближайшие города (расстояния по автомагистралям): Приморск — 32 км (запад), Токмак — 101 км (северо-запад), Донецк — 198 км (северо-восток), Мариуполь — 86 км (восток); до областного центра (Запорожье) — 200 км.
Развит грузовой порт. Имеется железнодорожная станция. Однако с учётом большой нагрузки на данное железнодорожное направление в первую очередь грузовых поездов, следующих в морской порт, пассажирских поездов пропускается не более 5.
Курорт

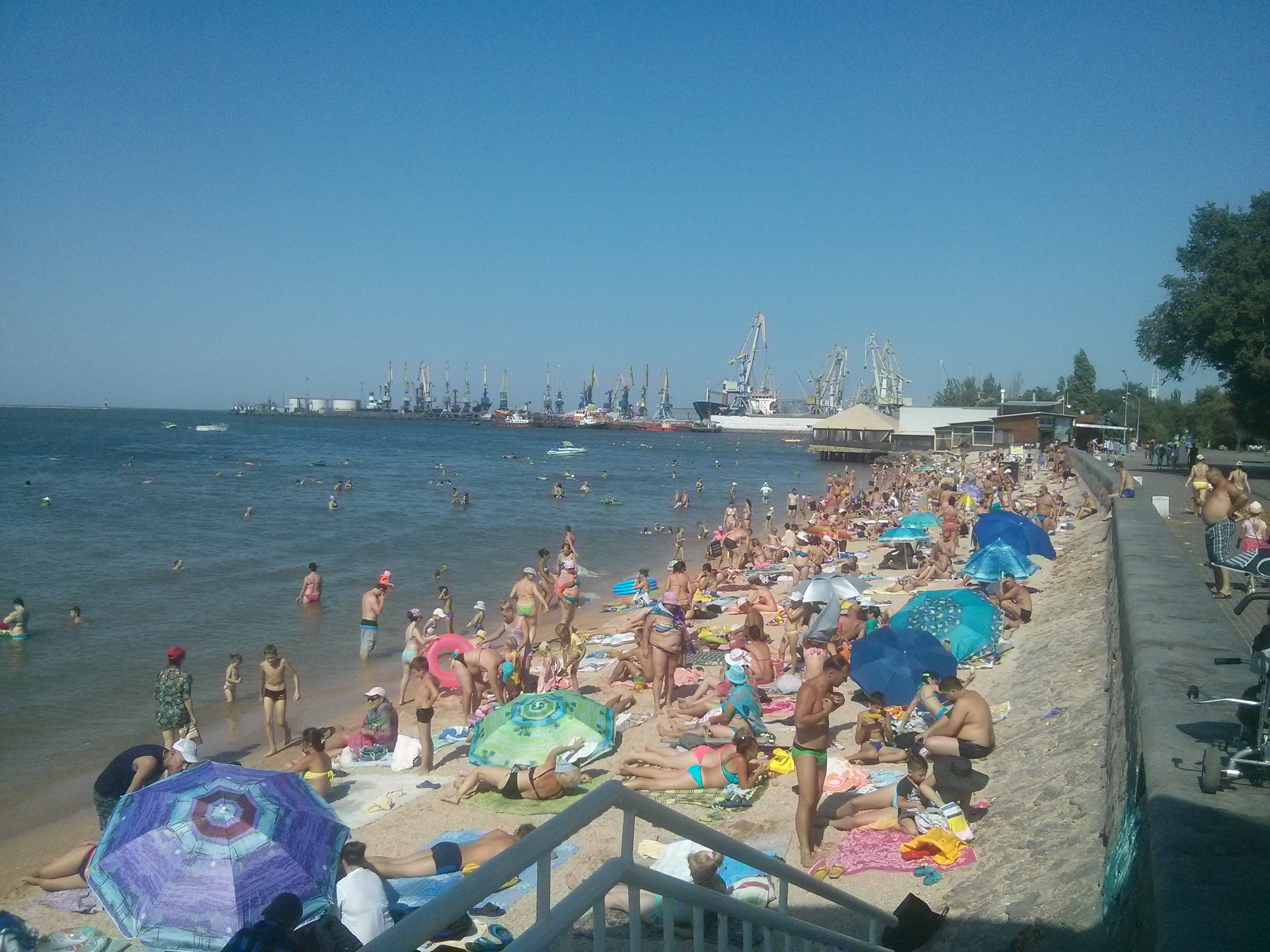
Центральный пляж в Бердянске

Бердянск — грязевой и климатический курорт. Лиманы и солёные озера, расположенные возле устья реки Берда в основании Бердянской косы, содержат уникальные целительные грязи и минеральные источники. Основные лечебные факторы: грязь и рапа лиманов, талассотерапия.
Бердянск — также и морской курорт. Вода в этой части Азовского моря продолжает оставаться тёплой до поздней осени. Нет резких температурных перепадов, как в Чёрном море. Любители морских купаний могут выбирать между Азовским морем и Бердянским заливом.

## Образование

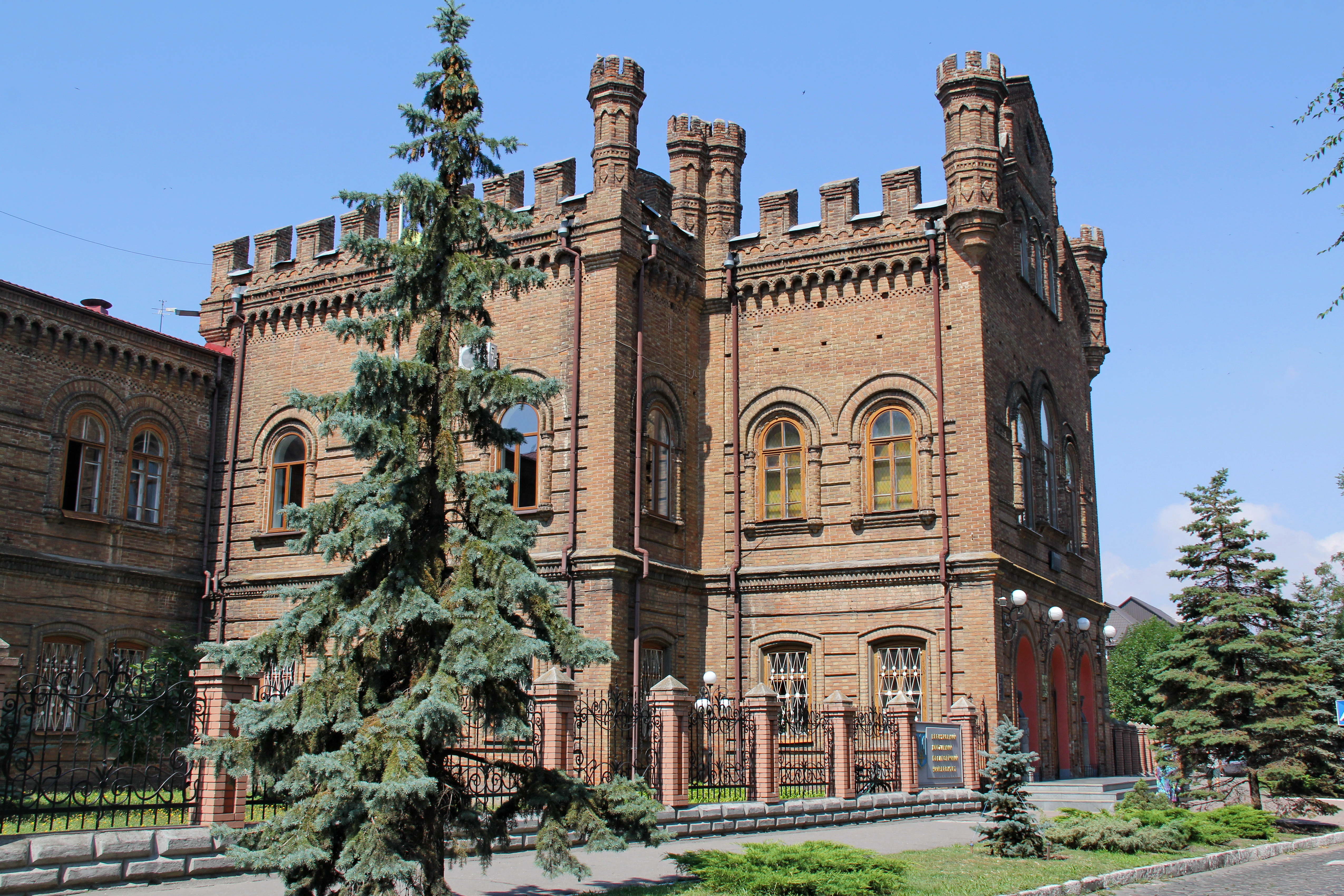
Бердянский педагогический университет

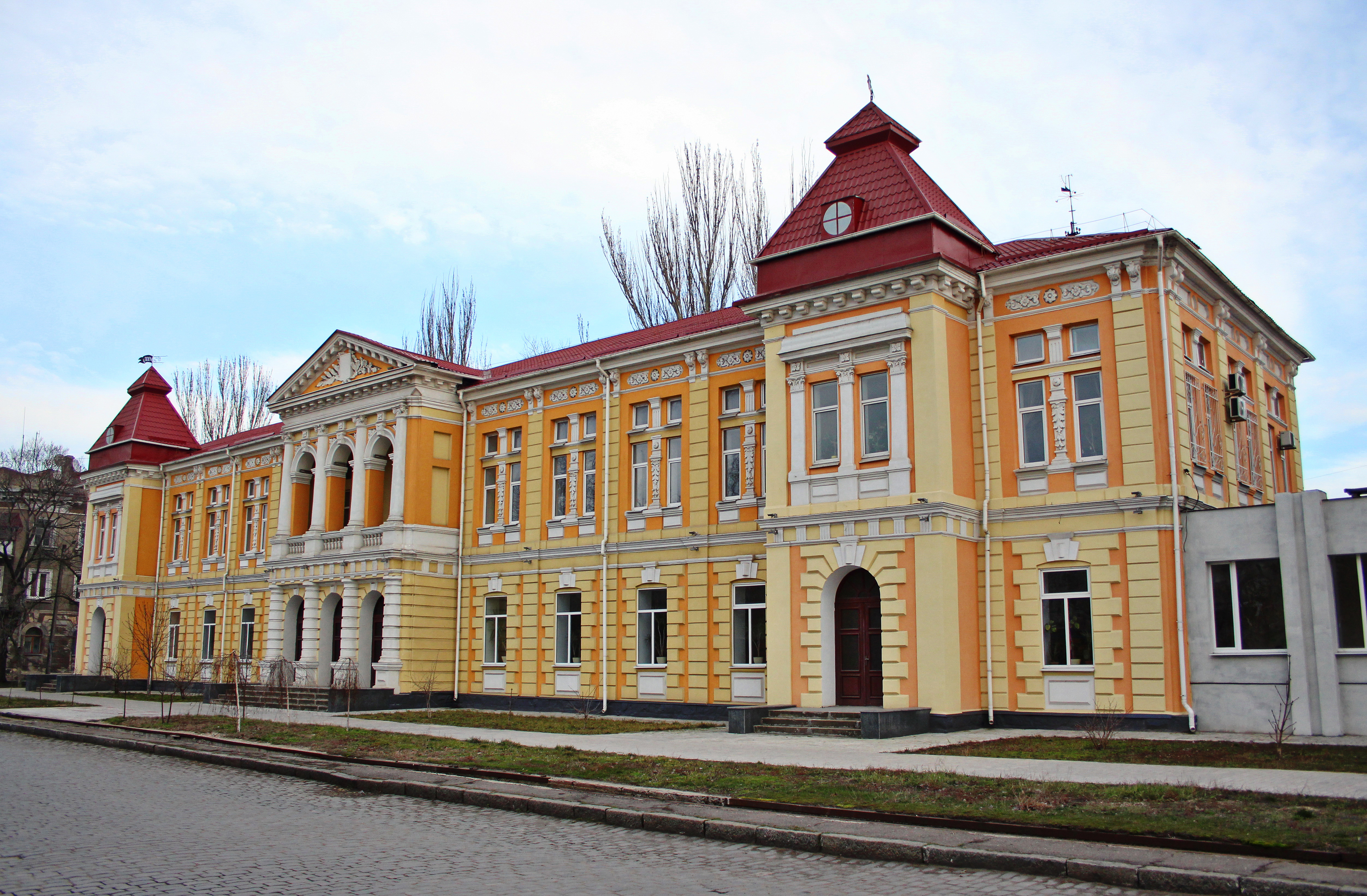
Городское четырёхклассное училище

В Бердянске работают следующие вузы:
- Бердянский государственный педагогический университет[44],
- Бердянский университет менеджмента и бизнеса[45].
- Бердянский институт государственного и муниципального управления Классического приватного университета (БИГМУ КПУ)

## Культура
- Фестиваль детского творчества «Топ-топ»
- фестиваль «Джаз-форум»
- фестиваль ухи
- фестиваль людей с инвалидностью
- фестиваль духовых оркестров
- чемпионат команд КВН

Бердянск один из первых ещё в советское время начал проводить рок-фестивали. Знаменитые бердянские фестивали всесоюзного и международного масштаба «РОК-ПОП-ШОУ’88», «САМ» («Спасём Азовское море!») собирали в то время не только самых именитых рок-музыкантов, но и зрителей со всего Советского Союза как в концертных залах, так и на городском стадионе «Торпедо».
С 1991 по 2022 год в городе существовала женская баскетбольная команда «Чайка», выступавшая в чемпионате Украины.

## Галерея

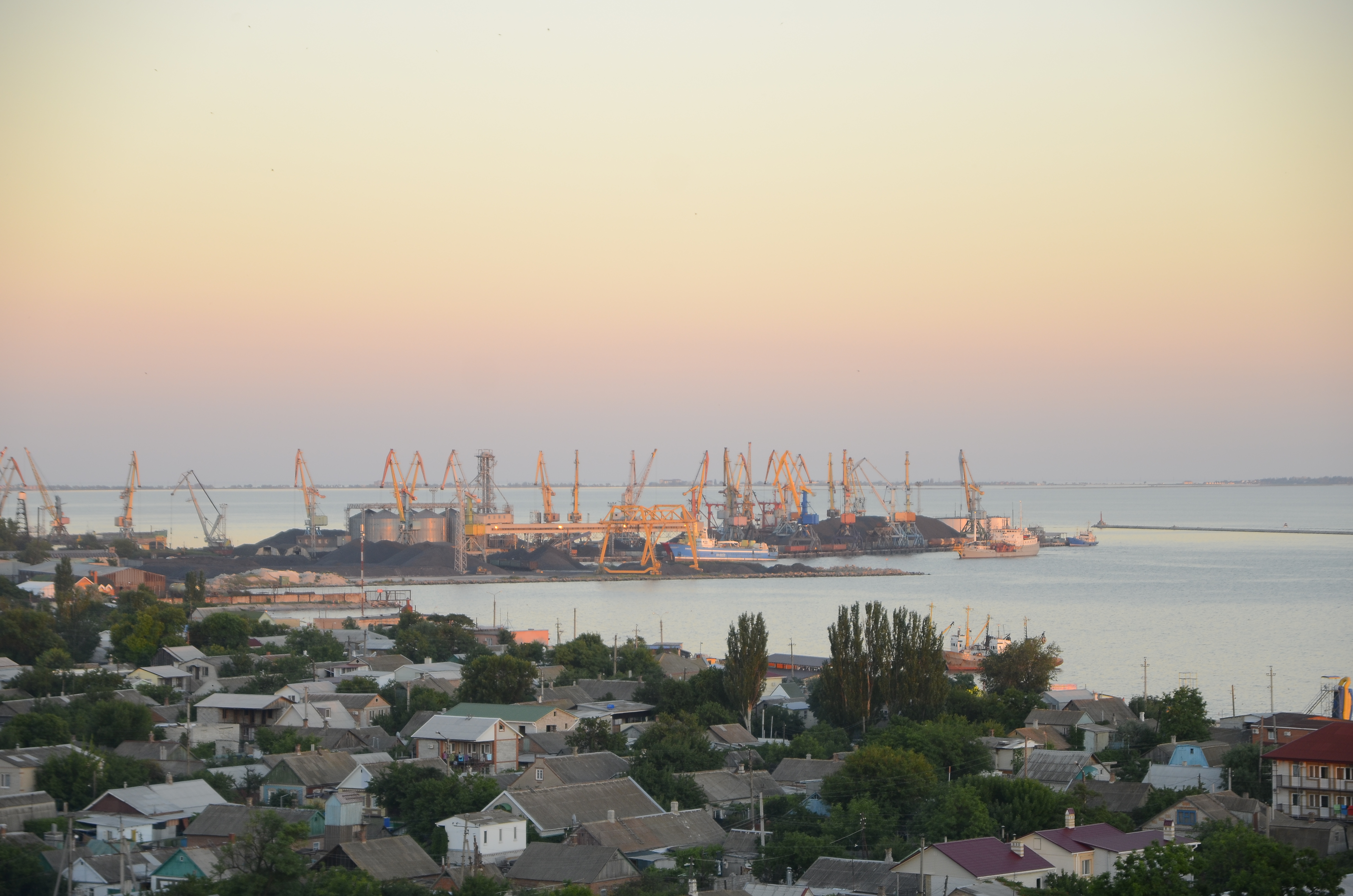
Бердянский порт
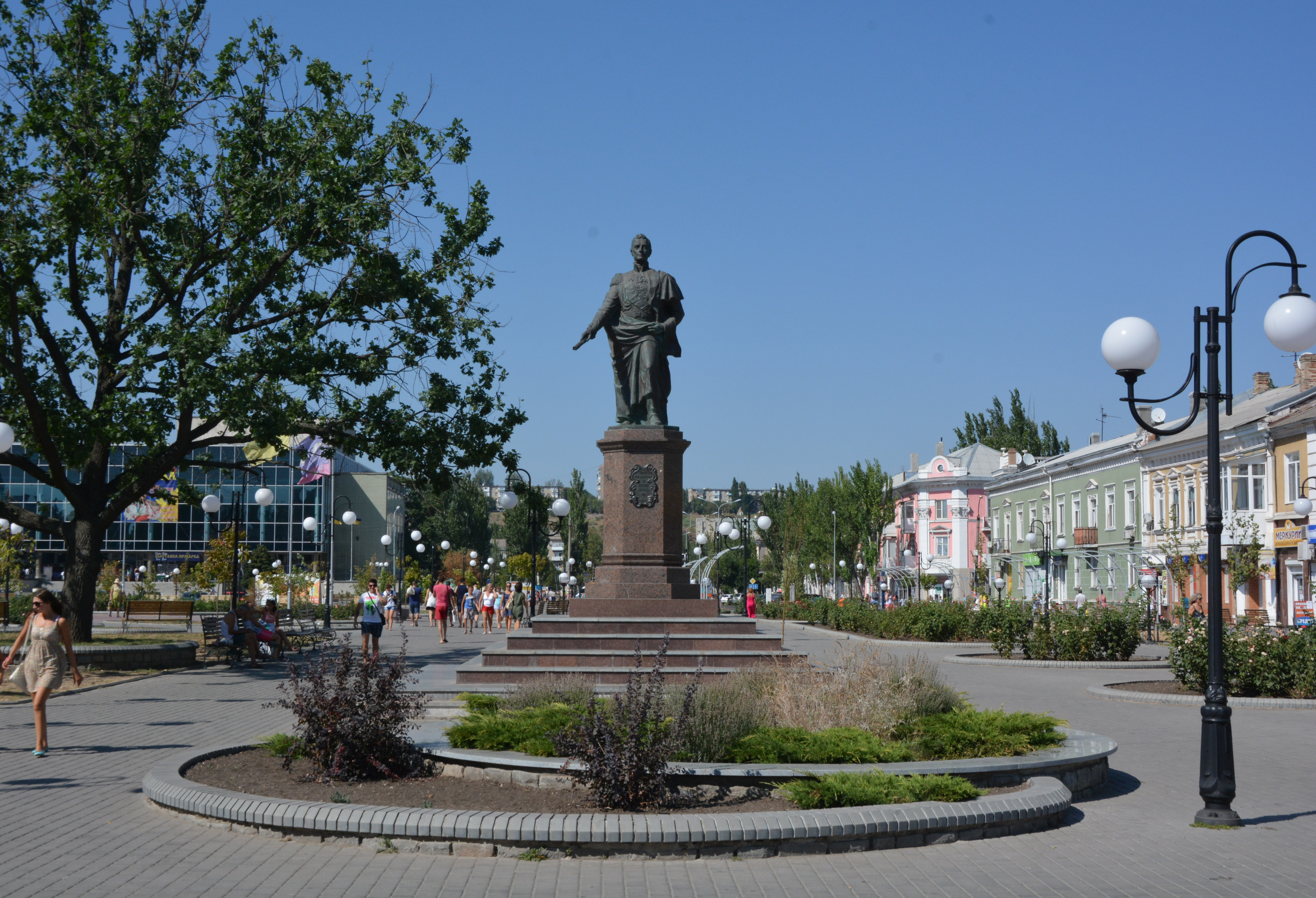
Азовский проспект
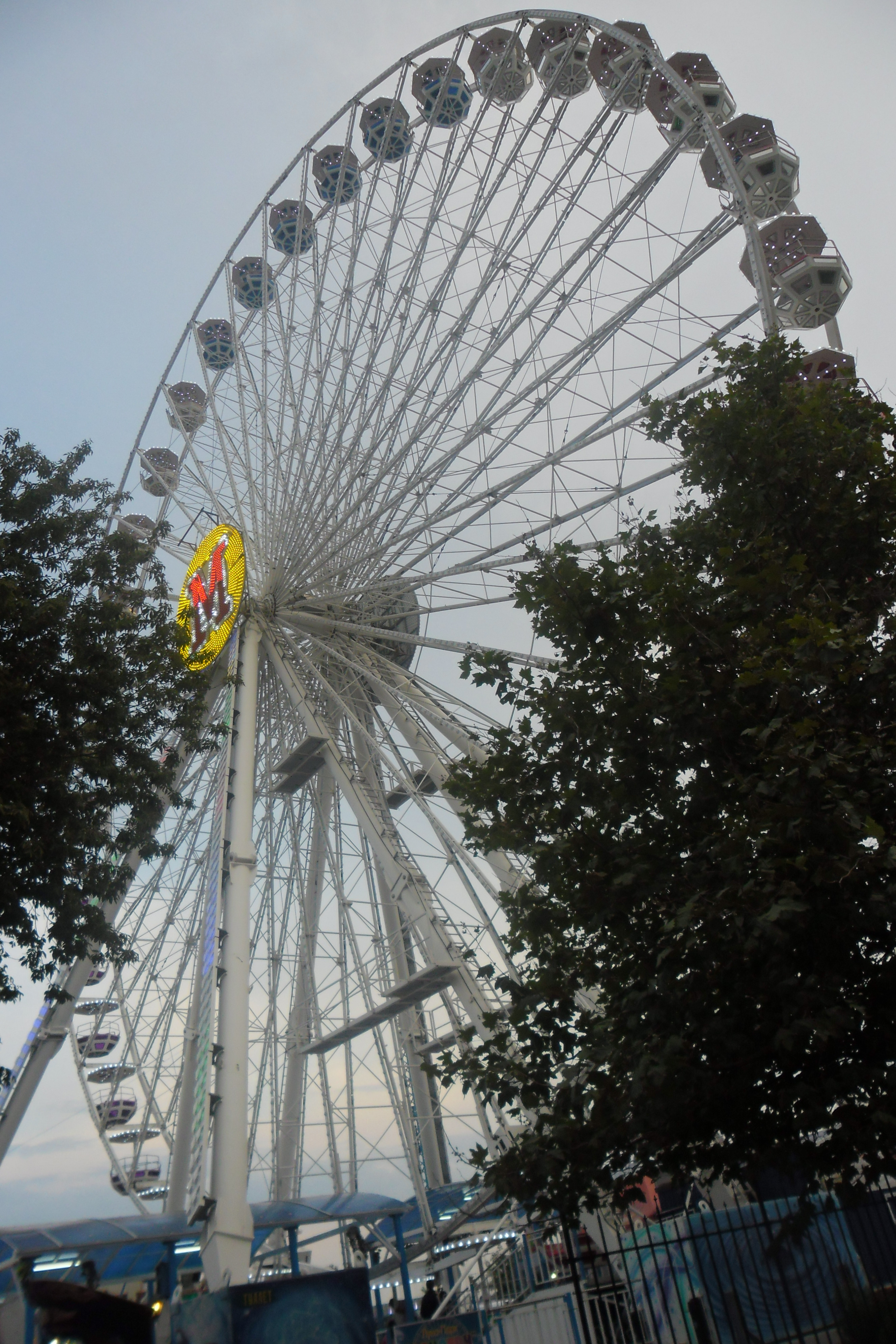
Одно из крупнейших колёс обозрения в Европе
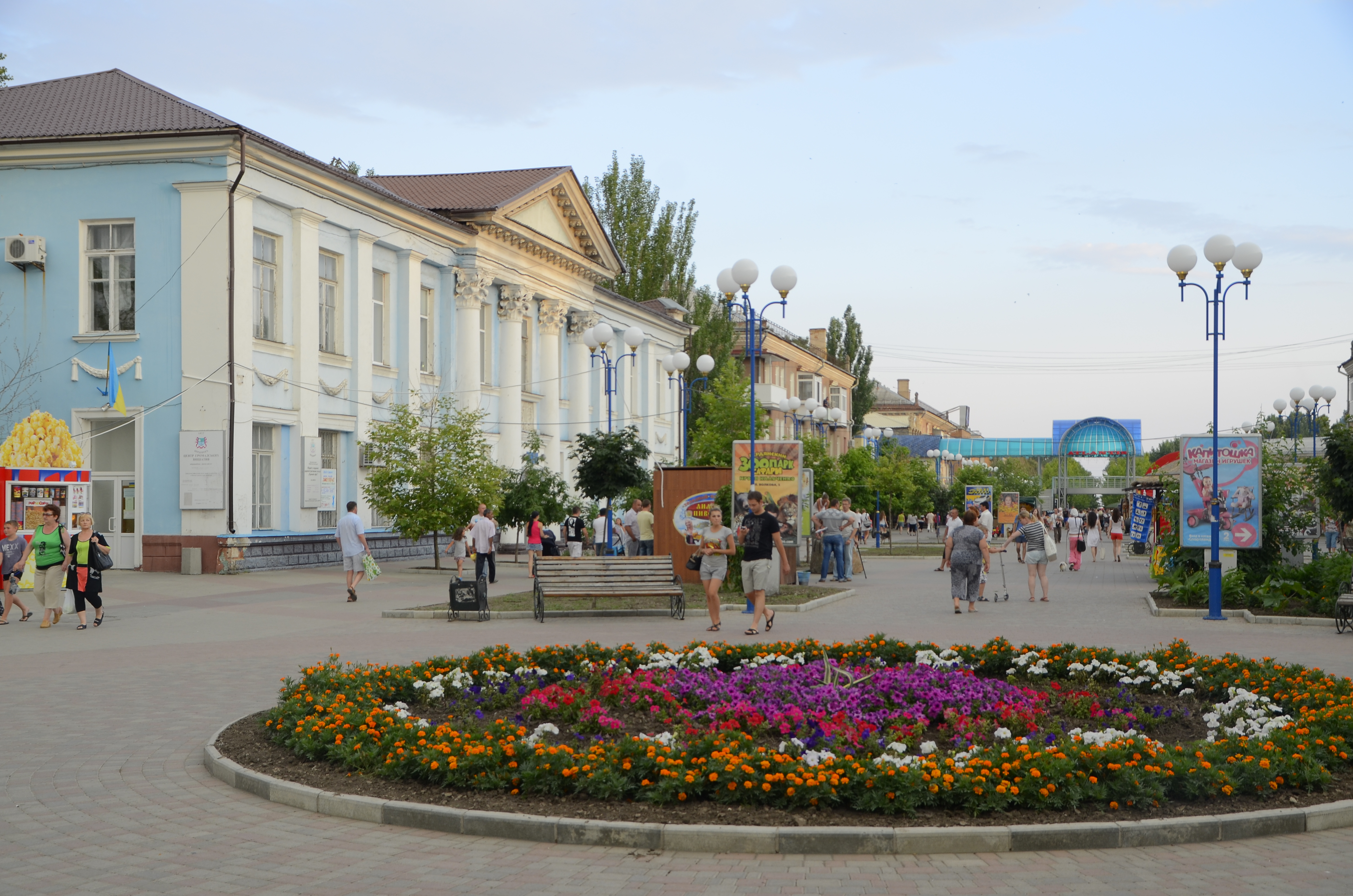
Городской центр
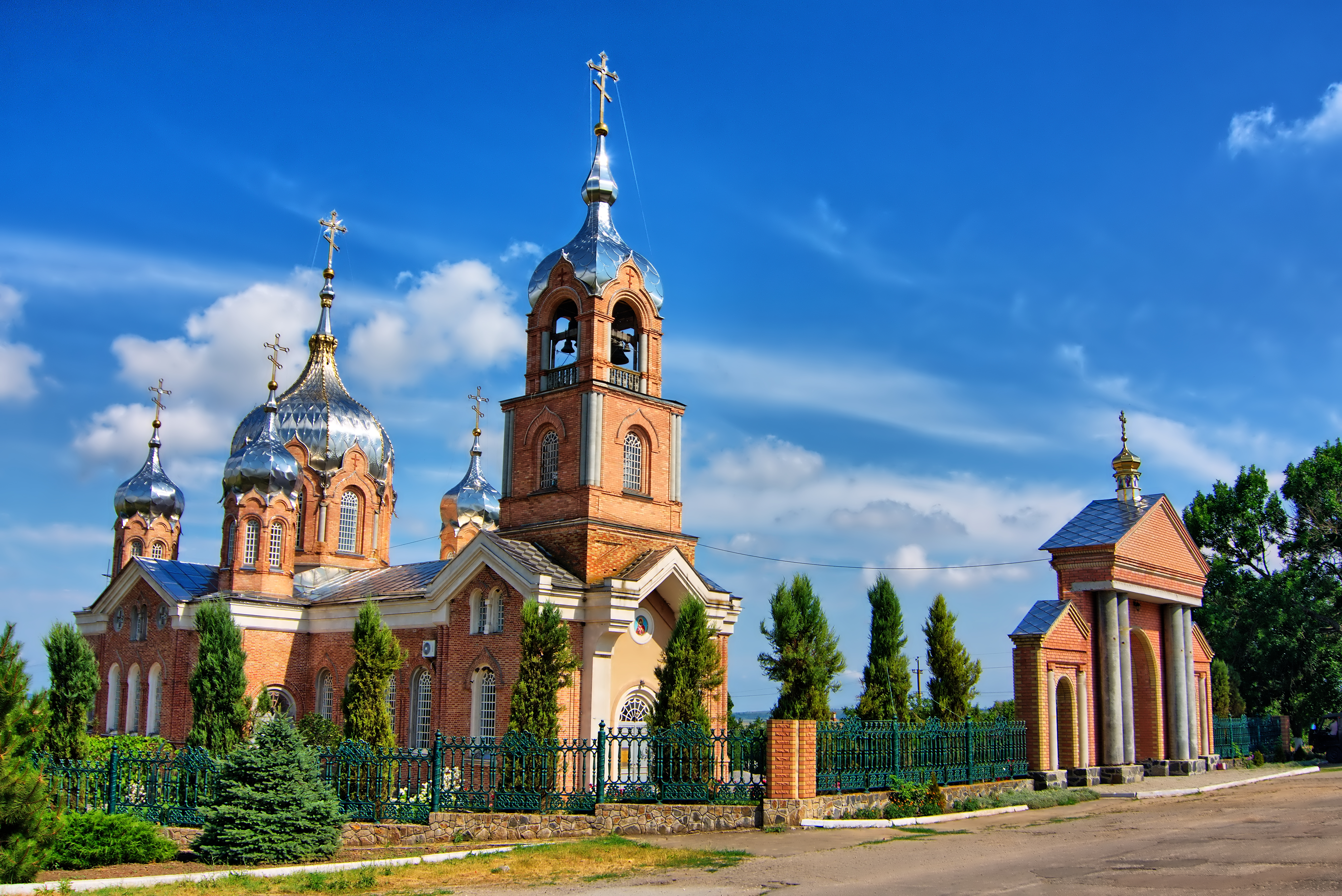
Собор Пресвятой Богородицы
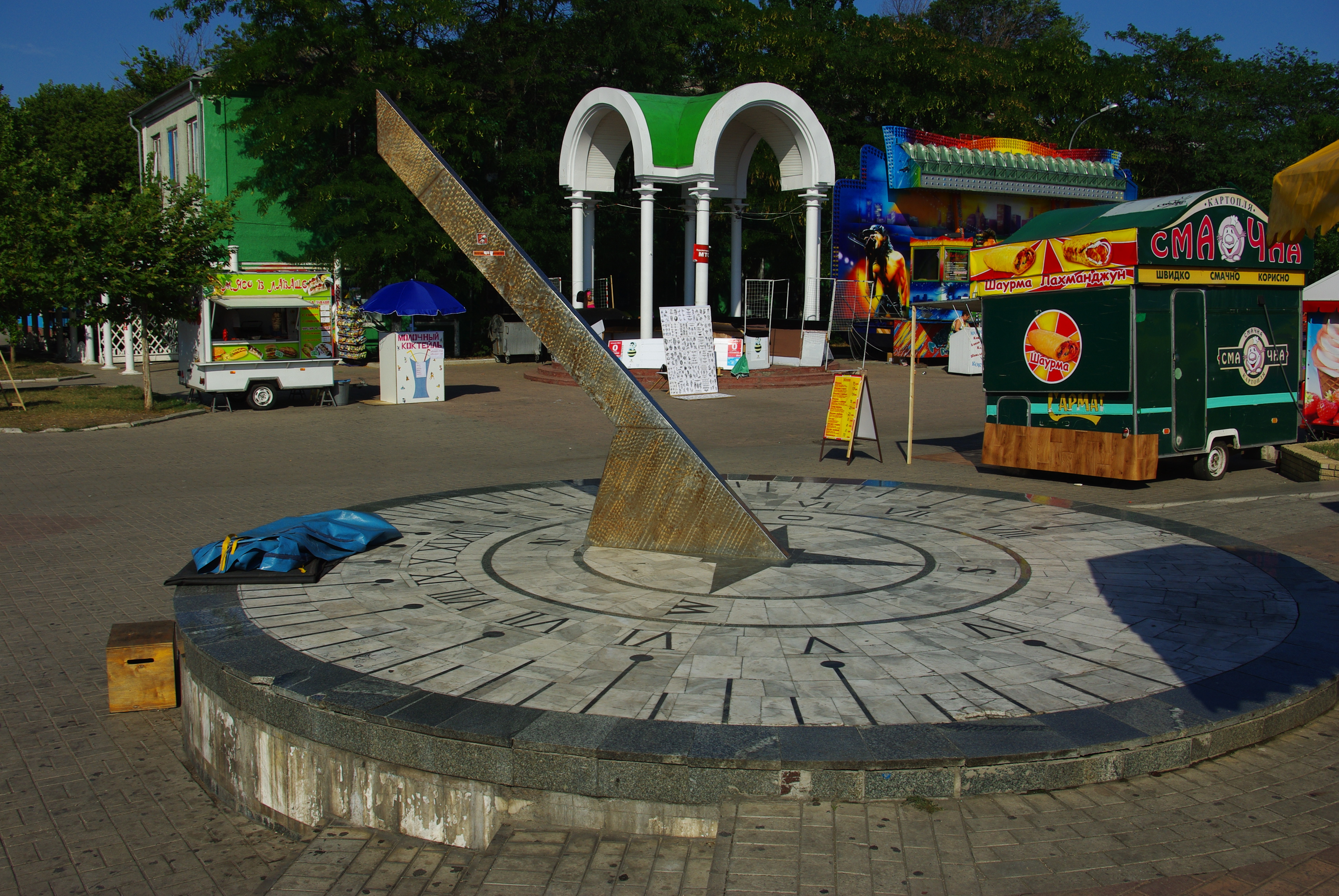
Солнечные часы
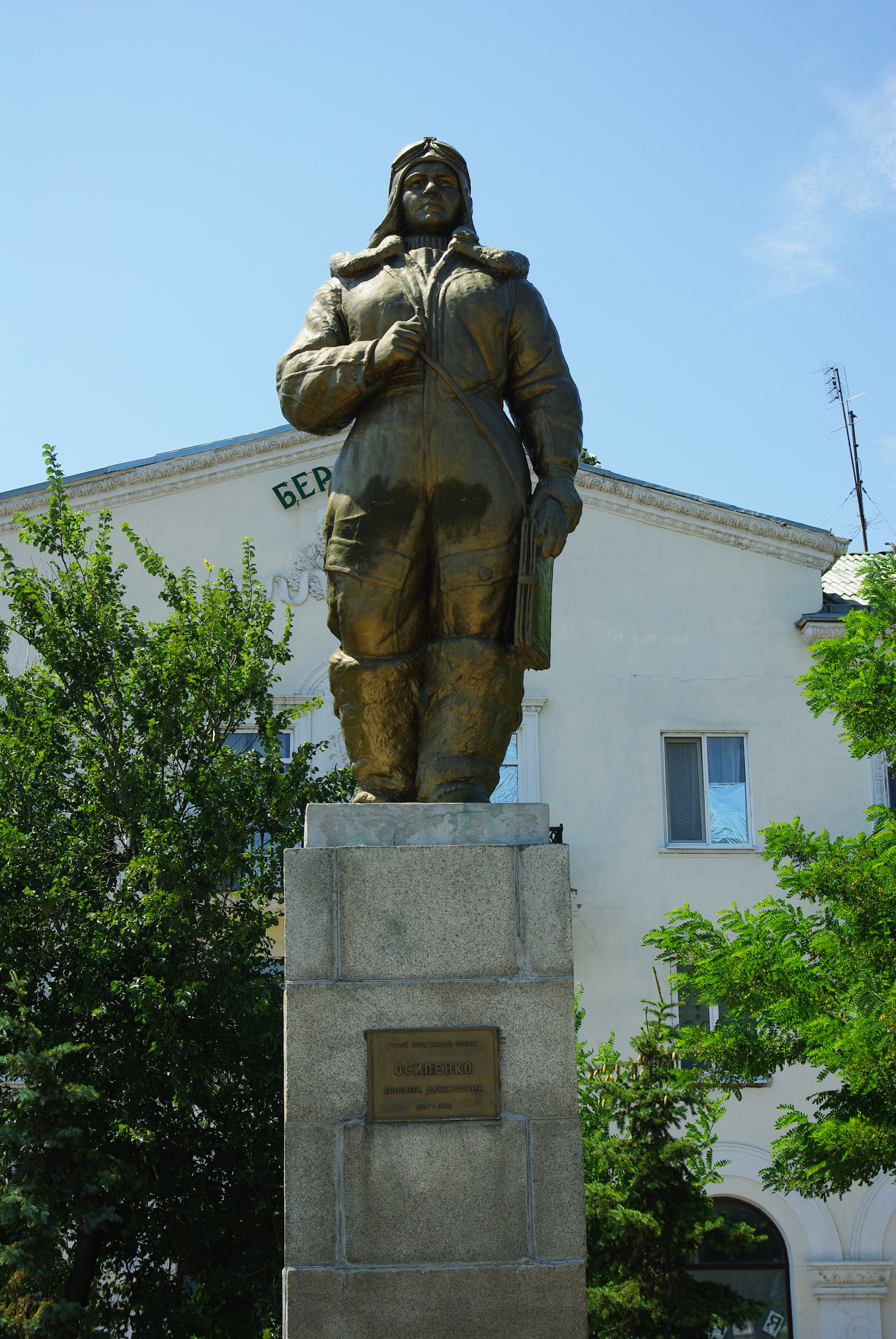
Памятник летчице Полине Осипенко
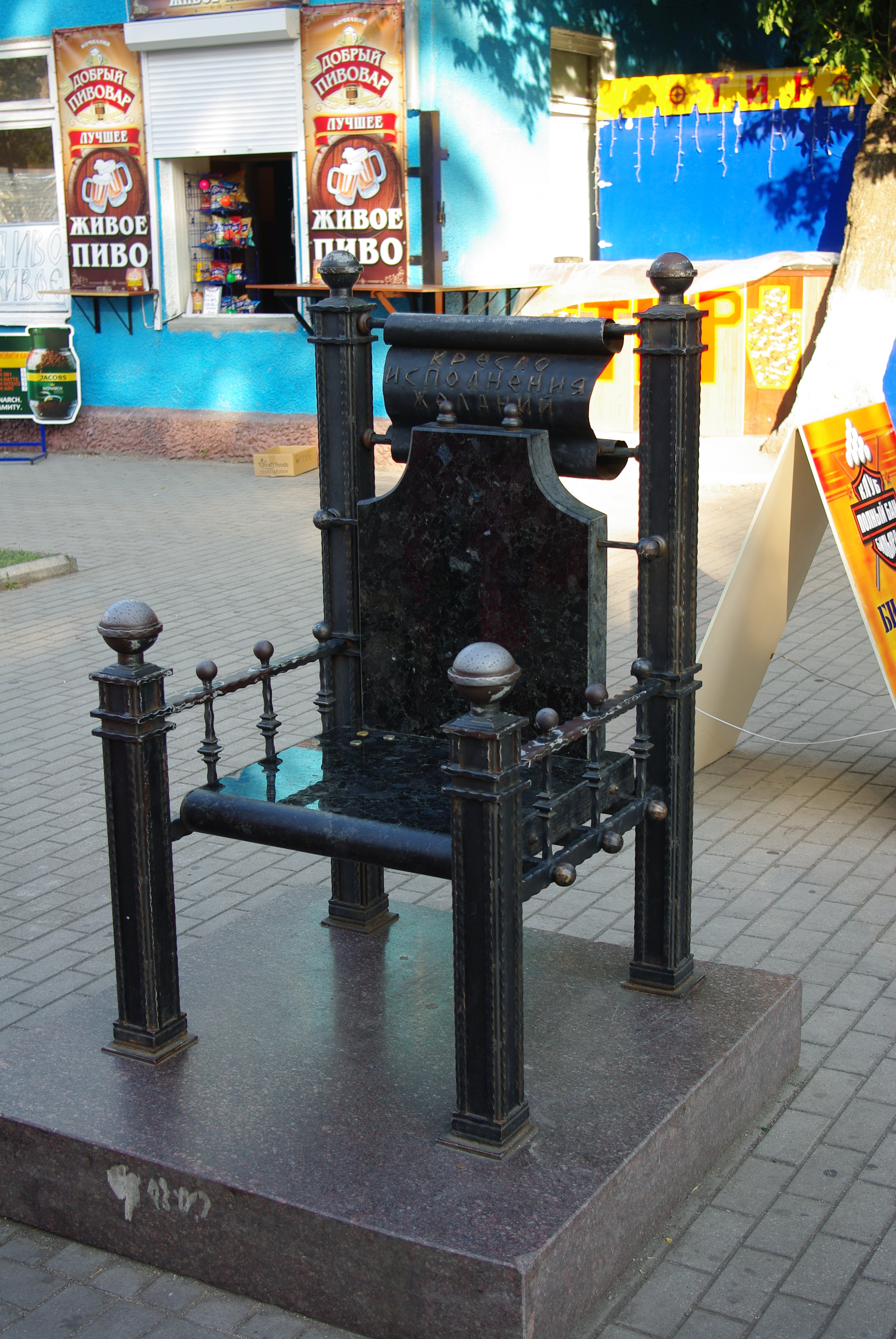
Кресло исполнения желаний
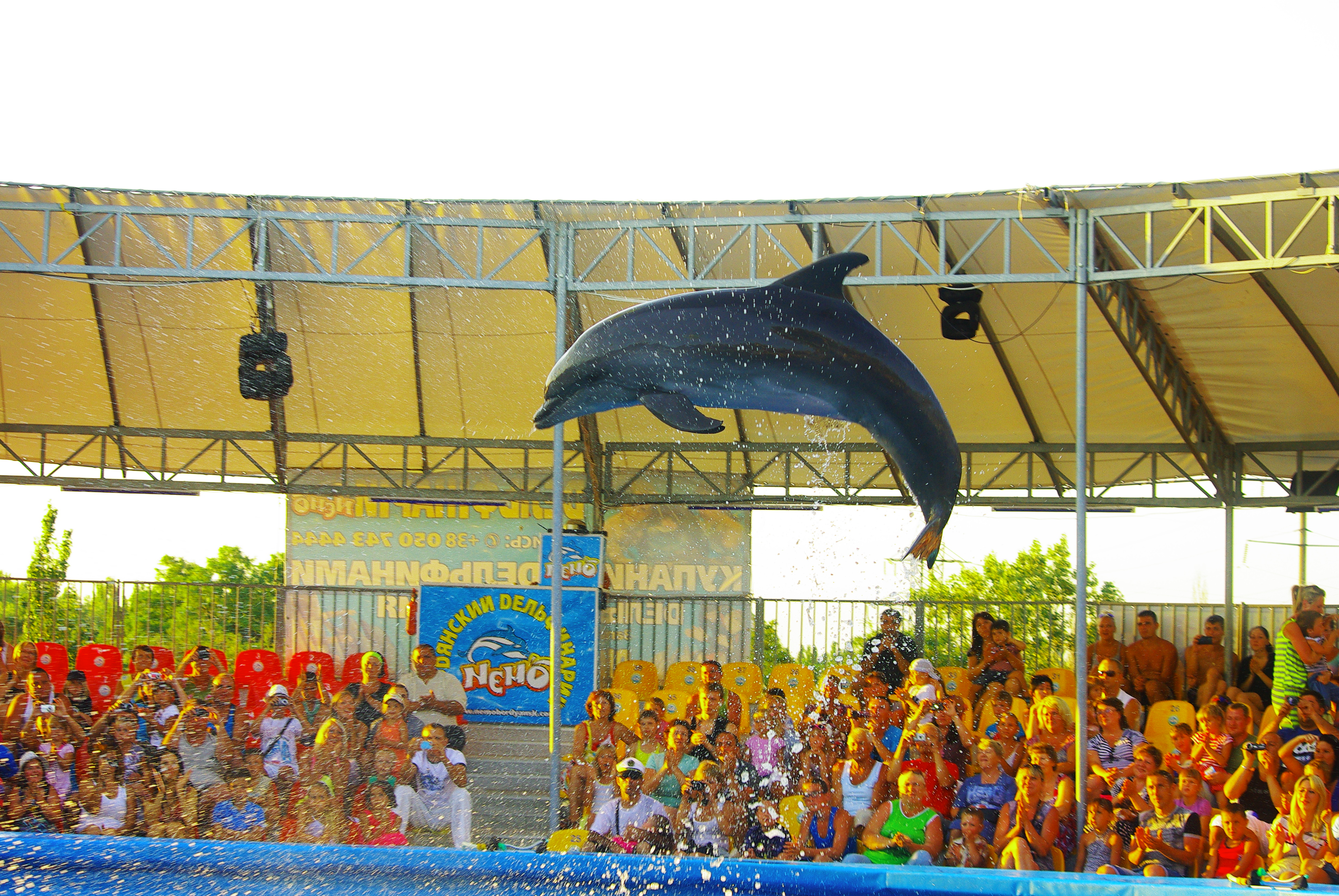
В дельфинарии Бердянска
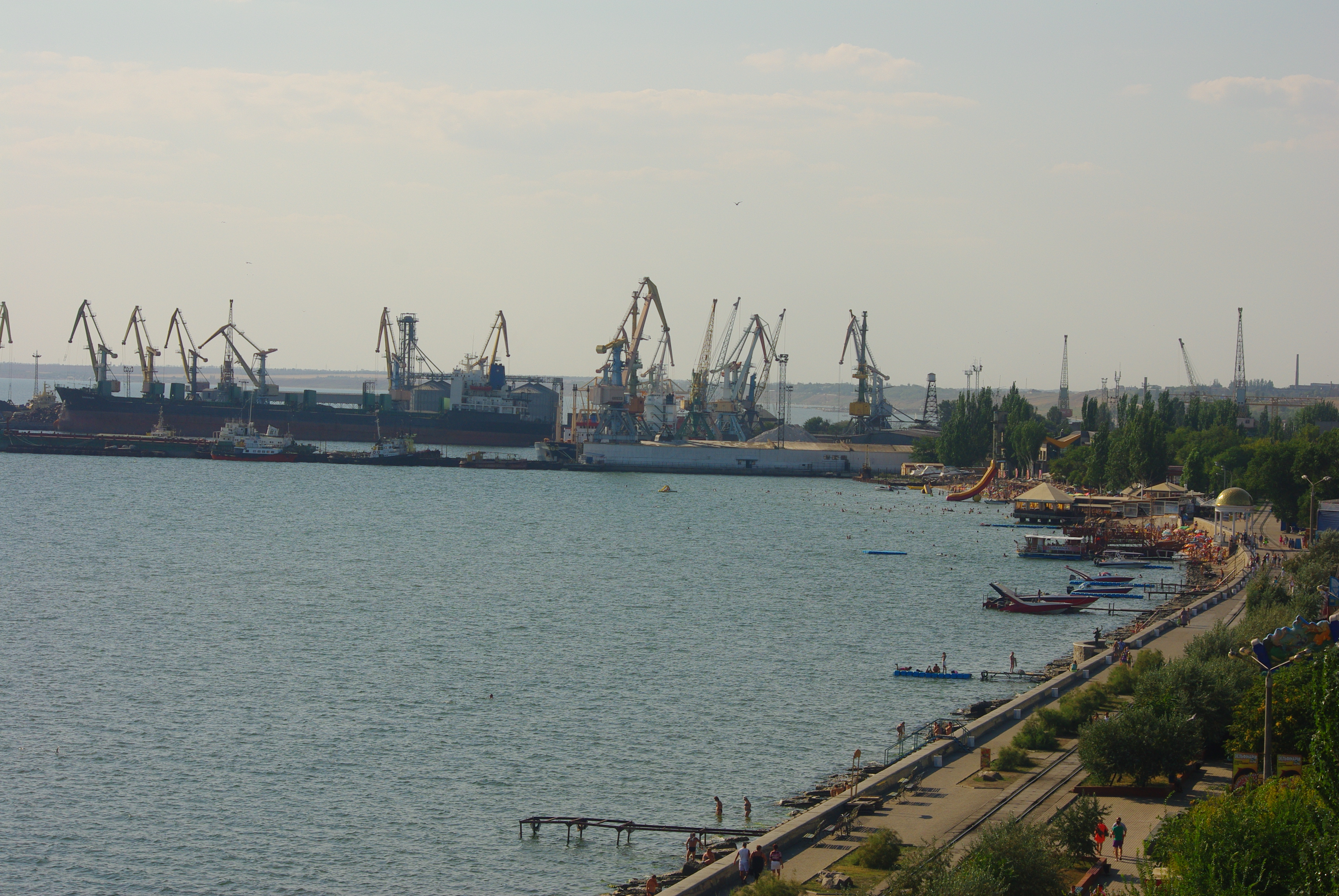
Набережная и порт Бердянска, вид с колеса обозрения

## Религия

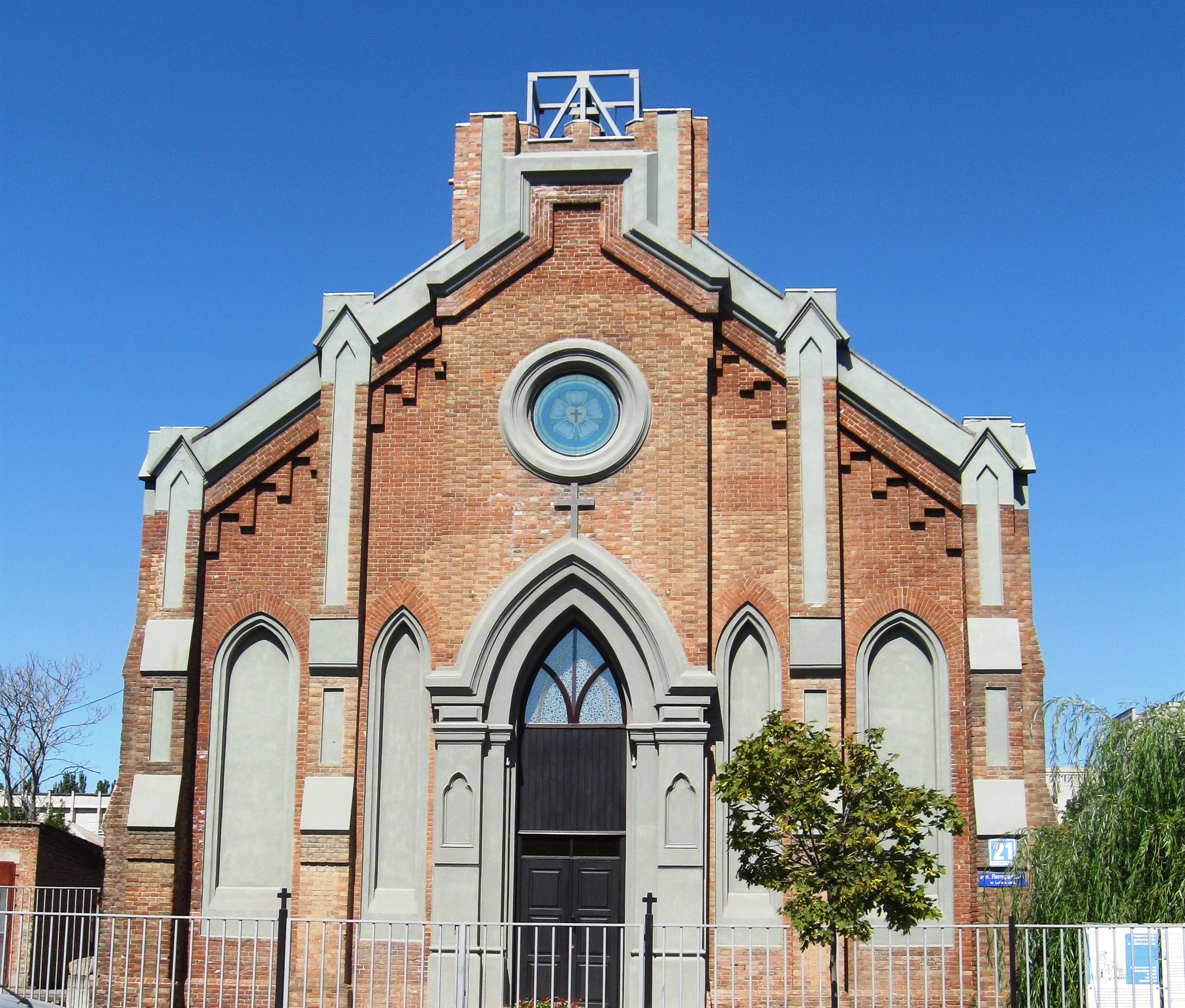
Лютеранская кирха

В марте 2007 года Бердянск стал центром новообразованной Бердянской и Приморской епархии Украинской православной церкви. В городе действуют 10 православных храмов (УПЦ Московского патриархата), включая кафедральный собор в честь Рождества Христова. При епархии работают духовно-просветительский и молодёжный центры.
Также в Бердянске имеются: храм УПЦ Киевского патриархата, костёл католической церкви, три молитвенных дома Евангельских христиан-баптистов, «зал царства» свидетелей Иеговы, Немецкая евангелическо-лютеранская церковь, два молитвенных дома христиан Адвентистов седьмого дня.

## Символика города
Существующие официальные символы города были утверждены в 1999 году. И если городской герб существовал с 1844 года, претерпевая со временем лишь различные изменения, то флаг был утверждён впервые.

## Средства массовой информации
Действуют две телерадиокомпании (ТРК «ЮГ» и телекомпания «ТВ-Бердянск») и радиостанция «Азовская волна», выходят 8 газет («Бердянск 24», «ТОП-пресс», «Бердянские ведомости», «Бердянск деловой», «Південна зоря», «Ринг-экспресс», «Бердянск православный» и «Город» (оппозиционная нынешней городской власти, электронная версия))[уточнить].

## Памятники
- Памятник Остапу Бендеру и Шуре Балаганову
- Сантехник
- Солнечные часы
- Кресло желаний
- Памятник зависти[укр.]
- Памятник «Бычку-кормильцу»
- Памятник дачникам
- Памятник П. П. Шмидту-младшему
- Вечный огонь
- Памятник А. С. Пушкину
- Памятник морякам-десантникам
- Памятник Первому Бердянскому Совету рабочих, солдатских и крестьянских депутатов
- Памятник Ленину (В. И. Ульянову, снесён вандалами)
- Памятник рыбакам
- Памятник мальчику-рыбачку
- Памятник ликвидаторам аварии на ЧАЭС
- Памятник не вернувшимся из моря
- Памятник Полине Осипенко
- Памятник комару-звонцу
- Памятник Грабли "Бердянский успех" — был убран
- Памятник (отдыхающим-курортникам)
- Памятник капитану Критскому
- Памятник графу Воронцову
- «Счастливое детство» (велосипед)
- Бюст В. А. Хавкина
- Памятник «Чайке-хозяйке»
- Подкова
- Гиря